# Isididae
Isididae Lamouroux, 1812 è una famiglia di octocoralli dell'ordine Alcyonacea.

## Descrizione
Isididae comprende circa 135 specie di gorgonie. Le colonie di questa famiglia si distinguono per un asse segmentato costituito da nodi di gorgonina pura alternati a internodi calcarei non scleritici solidi (o occasionalmente tubolari).

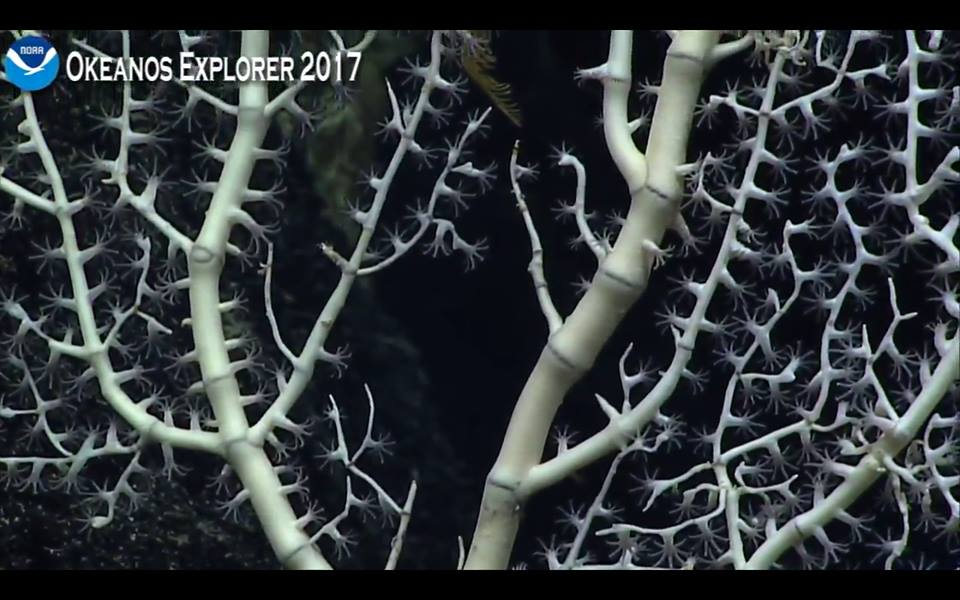
Isididae sp.

Le specie di questa famiglia vengono anche chiamati "coralli bambù" in quanto nei rami l'alternanza delle strutture ossee (internodi) con le parti di gorgonina più piccole (nodi) conferisce al corallo un aspetto simile a quello della omonime piante.
Questi coralli sono insieme ad altre Sclerattinie e Antipatharia fra gli organismi esistenti più longevi in assoluto. Nel 2007 una missione scientifica finanziata dal NOAA ha scoperto degli esemplari vivi di coralli di bambù nelle acque profonde del parco nazionale marino delle Hawaii di Papahānaumokuākea risalenti a oltre 4.000 anni fa.

## Distribuzione e habitat
Queste specie vivono prevalentemente in acque profonde e sono diffuse in tutti i mari del mondo. Alcune specie vivono in acque dove ancora arriva la luce del sole  (zona eufotica) e queste specie sono in simbiosi con zooxantelle. Nel Mediterraneo sono presenti 3 specie: la più nota è la gorgonia bambù bianca (Isidella elongata) che vive su fondali sabbiosi a profondità di 100-200 metri; le altre due sono Acanella arbuscula e Acanella furcata.

## Tassonomia
La famiglia è suddivisa in quattro sottofamiglie comprendenti i seguenti generi:

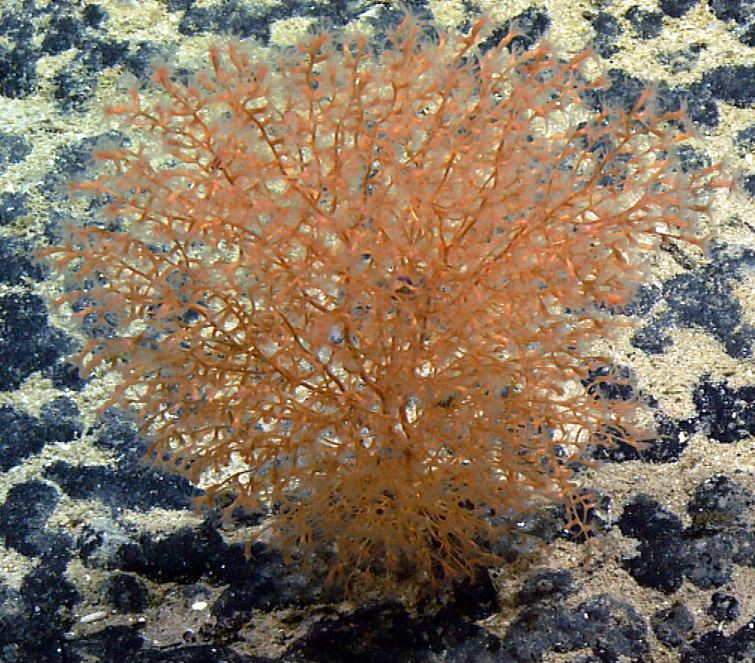
Acanella eburnea

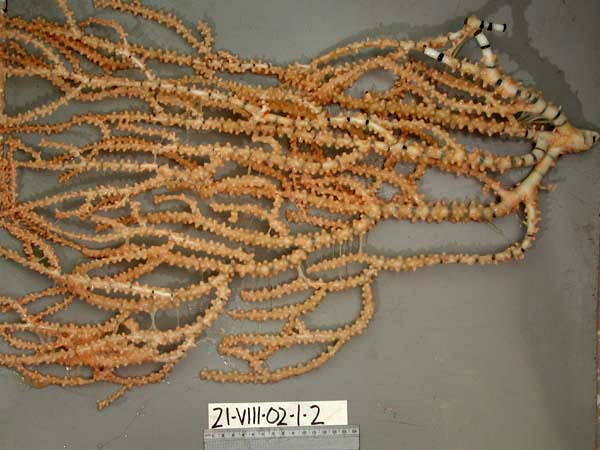
Keratoisis flexibilis

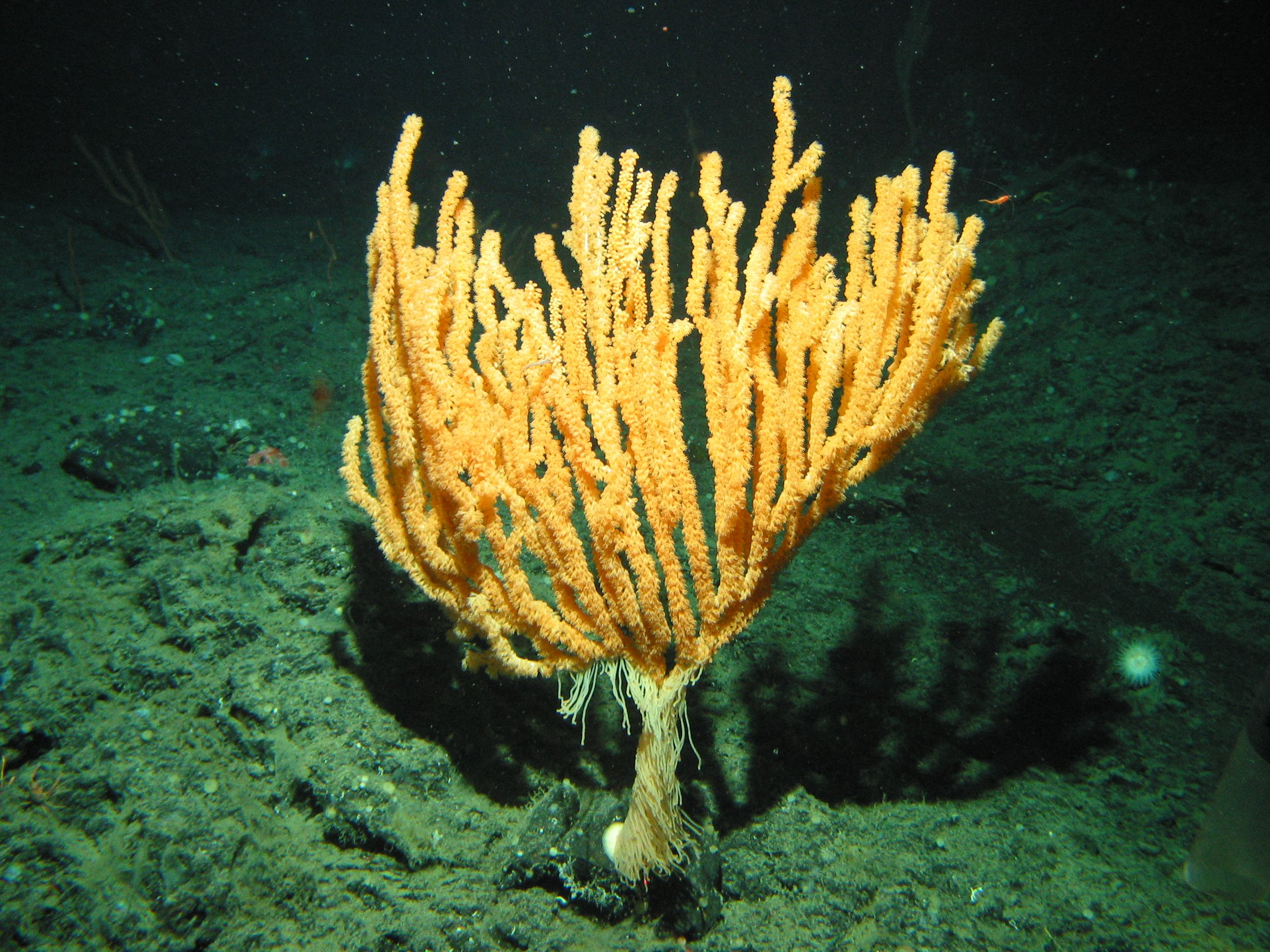
Isidella tentaculum

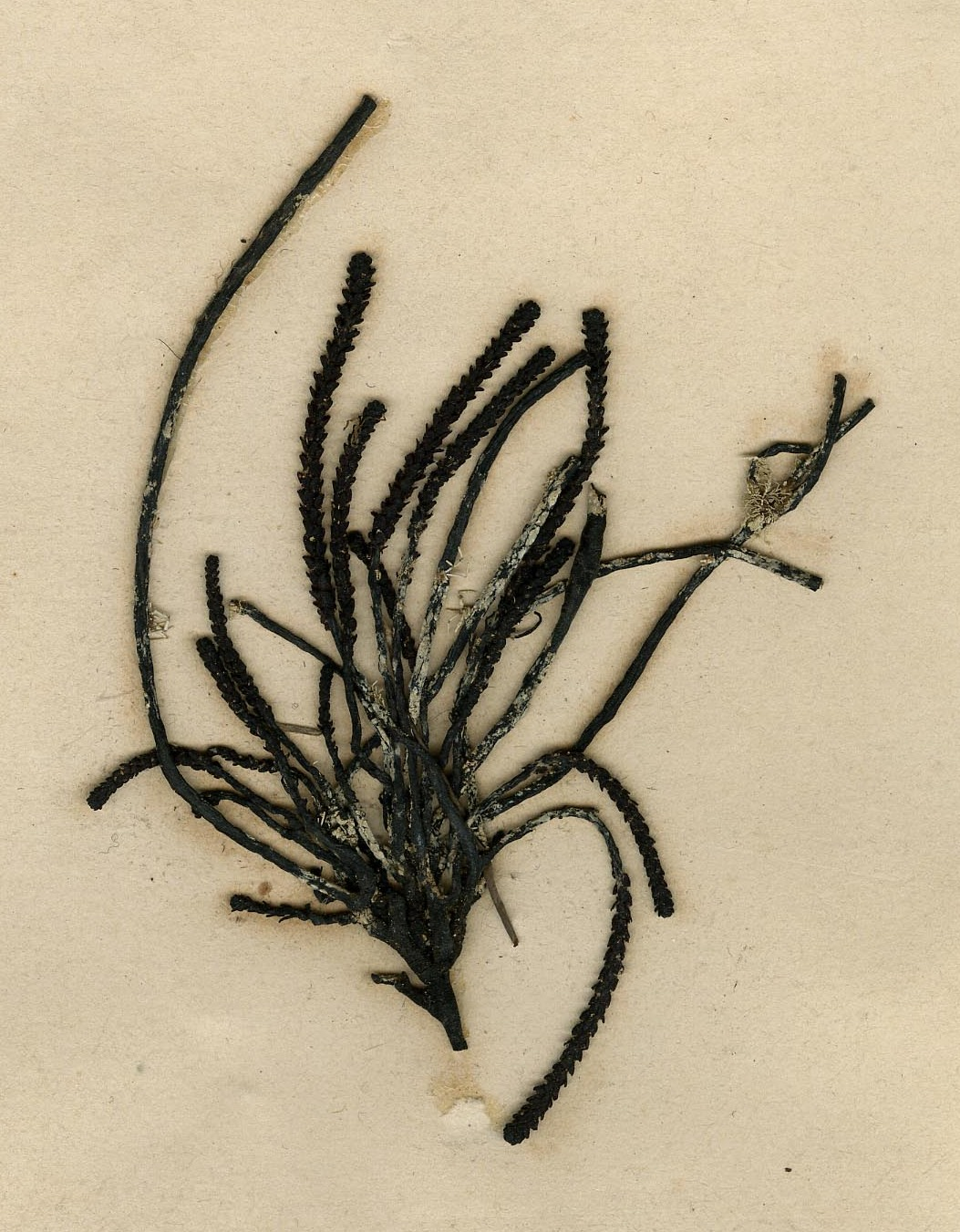
Mopsea encrinula

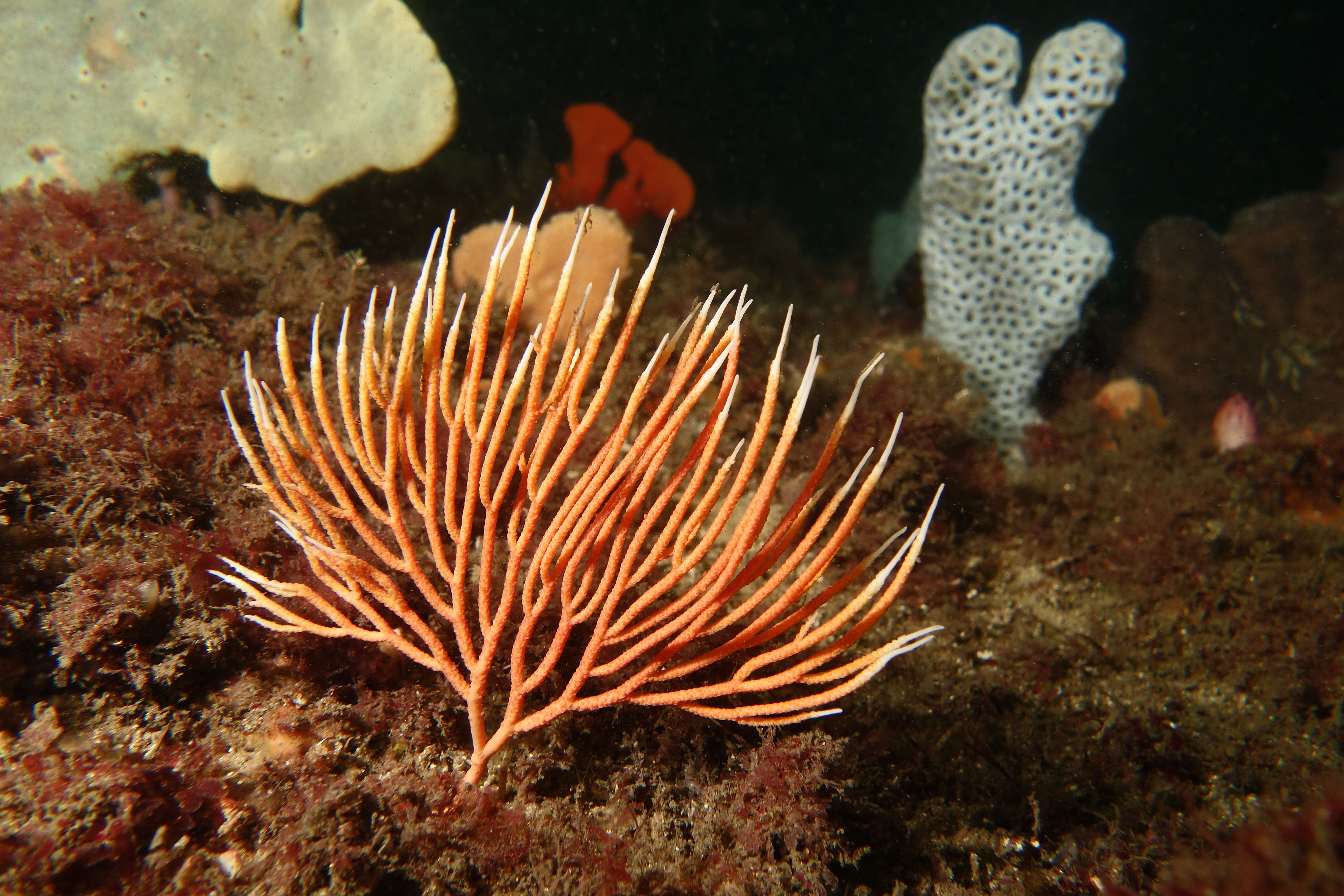
Sphaerokodisis australis

- Sottofamiglia Circinisidinae Grant, 1976 
  - Annisis Alderslade, 1998
  - Circinisis Grant, 1976
  - Florectisis Alderslade, 1998
  - Gorgonisis Alderslade, 1998
  - Pangolinisis Alderslade, 1998
  - Plexipomisis Alderslade, 1998
  - Zignisis Alderslade, 1998
- Sottofamiglia Isidinae Kölliker 
  - Isis Linnaeus, 1758
  - Chelidonisis Studer, 1890
  - Muricellisis Kükenthal, 1915
- Sottofamiglia Keratoisidinae Gray, 1870 
  - Acanella Gray, 1870
  - Australisis Bayer & Stefani, 1987
  - Bathygorgia Wright, 1885
  - Caribisis Bayer & Stefani, 1987
  - Cladarisis Watling, 2015
  - Eknomisis Watling & France, 2011
  - Isidella Gray, 1857
  - Jasonisis Alderslade & McFadden, 2012
  - Keratoisis Wright, 1869
  - Lepidisis Verrill, 1883
  - Orstomisis Bayer, 1990
  - Sclerisis Studer, 1878
- Sottofamiglia Mopseinae Gray 
  - Acanthoisis Studer, 1887
  - Chathamisis Grant, 1976
  - Echinisis Thomson & Rennet, 1932
  - Iotisis Alderslade, 1998
  - Jasminisis Alderslade, 1998
  - Ktenosquamisis Alderslade, 1998
  - Lissopholidisis Alderslade, 1998
  - Minuisis Grant, 1976
  - Mopsea Lamouroux, 1816
  - Myriozotisis Alderslade, 1998
  - Notisis Alderslade, 1998
  - Oparinisis Alderslade, 1998
  - Paracanthoisis Alderslade, 1998
  - Peltastisis Nutting, 1910
  - Primnoisis Studer & Wright, 1887
  - Pteronisis Alderslade, 1998
  - Sphaerokodisis Alderslade, 1998
  - Stenisis Bayer & Stefani, 1987
  - Tenuisis Bayer & Stefani, 1987
  - Tethrisis Alderslade, 1998